# Кукурузна свила
Кукурузна свила влакно које излази из врха класа кукуруза док је још у фази цветања. Главна улога свиле је протекција класа кукуруза током цветања и сакупљање полена. Анатомски, свила је део тучкова у цвасти.
Свила је богата витамином К3 и традиционално се користи у спремању чаја или у биљној медицини.

## Храна инсектима
Због богатства храњивих материја као и полена, свила је на менију инсеката. Кукурузна златица је једна од тих инсеката.
Кукурузна златица се храни поленом који се налазе на свили али уједно и уништава свилу што доводи до спречавања сазревања кукуруза. Свилена златица је проглашена штеточином кукуруза.